# Portret Rodriga Vázqueza
Portret Rodriga Vázqueza – obraz olejny hiszpańskiego malarza pochodzenia greckiego Dominikosowi Theotokopulosowi, znanemu jako El Greco.

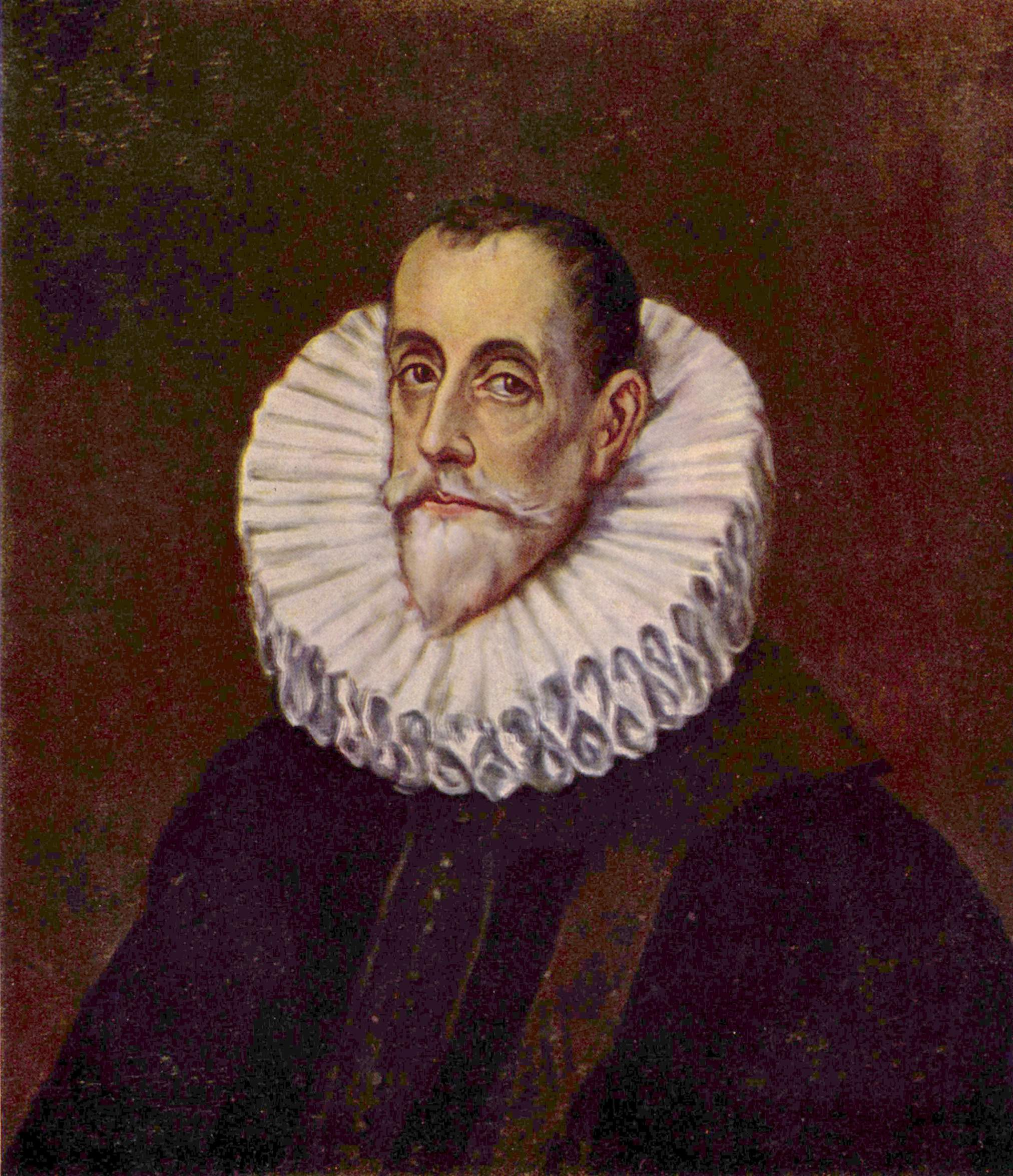
Portret Rodriga Vázqueza
1600-1610, 76 × 63 cm,
Muzeum Puszkina

Don Rodrigo Vázquez de Arc był najbardziej znanym prawnikiem hiszpańskim XVI wieku, prezydentem Rady Kastylii. Był na usługach Filipa II i z jego ramienia prowadził głośny proces Antonia Pereza oskarżonego o morderstwo Juana de Escobeda. Prawnik za pomocą tortur wydobywa z Escobeda przyznanie się do winy, ale i dowiaduje się, iż morderstwo zostało zlecone przez króla.
El Greco maluje portret prawnika jako człowieka twardego i nieugiętego wobec prawdy i sprawiedliwości. Ma wyprostowaną sylwetkę. Głowę wąską i długą zakończoną spiczastą bródką. Bardzo przypomina inne postacie malowane przez artystę jednakże mocne światło wydobywa jego charakterystyczne indywidualne rysy. Antonina Vallentin pisze: Uparte, prawie kwadratowe czoło wytwarza kat w zetknięciu z zapadłymi skroniami; kości policzkowe są tak wydatne, że opierają się o naciągniętą skórę; spojrzenie zwęża się w długich oczach, jakby nawykło do przenikania ludzi chcących zachować swoje tajemnice.
Obraz znajdujący się w Muzeum Prado jest dziełem anonimowego autora, który skopiował prawdziwy portret El Greca. W 1610 roku artysta namalował drugi portret Vázqueza znajdujący się obecnie w zbiorach Muzeum Puszkina w Moskwie. Twarz adwokata jest identyczna jak na wcześniejszej wersji jedynie biała kreza wokół szyi jest okazalsza.